# Трепицын, Иван Николаевич
Иван Николаевич Трепицын — ординарный профессор, декан юридического факультета и ректор Императорского Варшавского университета. 

## Биография
Окончил юридический факультет Университет Св. Владимира в 1892 году. 
Приват-доцент кафедры гражданского права Императорского Новороссийского Университета (с 1898 года).
Защитил в Императорском Казанском университете магистерскую диссертацию «Переход права собственности на движимые имущества посредством передачи и соглашения» (1903). Защитил в Императорском Варшавском университете докторскую диссертацию «Приобретение движимостей в собственность от лиц, не имеющих прав на их отчуждение» (1908).
И. д. доцента Варшавского Университета с 1902 года. В Варшавском Университете занимал должность секретаря Совета юридического факультета (с 01.12.1907). Декан юридического факультета (с 09.04.1910). Ректор Императорского Варшавского университета (1913—1914).
Экстраординарный профессор кафедры римского права Петроградского университета (1915—1917). Председатель испытательной комиссии Петроградского университета в 1915 году. Член Консультации при Министерстве Юстиции (1915—1917).
Профессор кафедры истории права (1917—1923) юридического факультета (с 1919 - ФОН) Петроградского университета. Был преподавателем русского языка в Военно-Морском Подготовительном Училище.
Был выслан в Среднюю Азию, где долгое время оставался без работы и средств существования. Затем Т. устроился преподавателем Юридического института в Ташкенте. Умер во время войны или вскоре после ее окончания.
Награжден орденами:
- Орден Святого Владимира 4 степени,
- Орден Святой Анны 2 и 3 степени,
- Орден Святого Станислава 2 степени,
- Нагрудный знак Высочайше учрежденный в память 200-летия Дома Романовых,
- Золотой знак Варшавского Православного Свято-Троицкого братства.